# Eularia
Eularia es un género de arañas araneomorfas de la familia Linyphiidae. Se encuentra en Norteamérica.

## Lista de especies
Según The World Spider Catalog 12.0:
- Eulaira altura Chamberlin & Ivie, 1945
- Eulaira arctoa Holm, 1960
- Eulaira chelata Chamberlin & Ivie, 1939
- Eulaira dela Chamberlin & Ivie, 1933
- Eulaira delana Chamberlin & Ivie, 1939
- Eulaira hidalgoana Gertsch & Davis, 1937
- Eulaira kaiba Chamberlin, 1949
- Eulaira mana Chamberlin & Ivie, 1935
- Eulaira obscura Chamberlin & Ivie, 1945
- Eulaira schediana Chamberlin & Ivie, 1933
- Eulaira simplex (Chamberlin, 1919)
- Eulaira suspecta Gertsch & Mulaik, 1936
- Eulaira thumbia Chamberlin & Ivie, 1945
- Eulaira wioma Chamberlin, 1949